# Traffic Circle
Der Traffic Circle (englisch für Kreisverkehr) ist ein vereistes und 500 m hohes Plateau im Grahamland im Zentrum der Antarktischen Halbinsel. Er liegt südlich des Mount Ptolemy auf halbem Weg zwischen der Marguerite Bay im Westen und dem Mobiloil Inlet im Osten.
In seiner Mitte, von der radial fünf Gletschertröge wie die Speichen eines Rads abgehen, ragt der Hub-Nunatak auf. Der nach Norden abgehende Trog ist verbunden mit dem Gibbs- und dem Neny-Gletscher bzw. weiterführend mit dem Neny-Fjord, der nach Westen abgehende mit dem Lammers-Gletscher und dem Windy Valley bzw. ferner mit der Mikkelsen Bay. Eine weitere „Speiche“ ist der Cole-Gletscher, der nach Südwesten entlang des Godfrey Upland mit dem Wordie-Schelfeis verbunden ist. Der Weyerhaeuser-Gletscher dagegen fließt südwärts in Richtung des Wakefield Highland und steht in Verbindung mit einem zum Wordie-Schelfeis abfließenden Gletschersystem. Der letzte im Bunde ist der Mercator-Piedmont-Gletscher, der durch den Weyerhaeuser-, Cole- und Gibbs-Gletscher gespeist wird und sich in das Mobiloil Inlet weitet.
Entdeckt wurde dieses große Gletschergeflecht durch die auf der Stonington-Insel stationierte East Base-Mannschaft bei der United States Antarctic Service Expedition (1939–1941), die es als Verkehrsweg zur Erkundung des Hochlands auf der Antarktischen Halbinsel nutzten und es daran angelehnt benannten.